# Orest Jvolson
Orest Danílovich Jvolson  (también transliterado como Khvolson en inglés o Chwolson en francés) (en ruso: Оре́ст Дани́лович Хво́льсон) (22 de noviembre (4 de diciembrejul) de 1852; San Petersburgo – 11 de mayo de 1934; Leningrado) fue un físico ruso, miembro honorario de la Academia Soviética de Ciencias (1920). Es conocido por ser uno de los primeros en estudiar el efecto denominado lente gravitacional.

## Semblanza

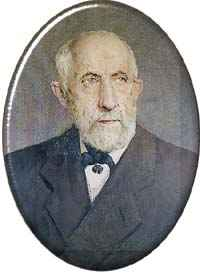
Orest Jvolson

Orest, hijo del notorio orientalista Daniel Jvolson, se graduó en la Universidad de San Petersburgo en 1873. Empezó a enseñar en su alma mater en 1876 y fue nombrado profesor en 1891. Orest Jvolson publicó números trabajos sobre electricidad, magnetismo, fotometría, y actinometría. Propuso los diseños de actinómetros y pirheliómetros que serían utilizados por las estaciones meteorológicas rusas durante largo tiempo. Después de 1896, Jvolson estuvo principalmente comprometido en compilar las bases de la física en un manual en cinco volúmenes, su "Curso" (Курс физики), que mejoraría profundamente la enseñanza de la física en todo el país, y que permaneció como libro de texto principal en las universidades en los años posteriores, siendo incluso traducido al alemán, al francés, y al español.
Su logro más notable se produjo en 1924, cuando publicó su trabajo sobre lentes gravitacionales en Astronomische Nachrichten, una revista científica sobre astronomía. El concepto de lente gravitacional no suscitó mucha atención hasta 1936, cuando Albert Einstein escribió sobre el efecto de las lentes gravitacionales. El efecto de la gravedad de un sol o una galaxia observado sobre una fuente de luz ha pasado a denominarse un anillo de Jvolson (Khvolson en inglés) o anillo de Einstein.

## Reconocimientos
- Fue nombrado miembro honorario de la Academia Soviética de Ciencias, recibió la Orden de la Bandera Roja del Trabajo.

## Eponimia
- El efecto de una lente gravitacional observado alrededor de una fuente de luz se denomina anillo de Jvolson (también es denominado anillo de Einstein).
- El cráter lunar Khvolson lleva este nombre en su memoria.[3]

## Publicaciones destacadas
- «Über eine mögliche Form fiktiver Doppelsterne». Astronomische Nachrichten 221 (20): 329-330. 1924. Bibcode:1924AN....221..329C. doi:10.1002/asna.19242212003.
- Traité de physique O.D. Chwolson, (1906)